# 圣洛伦佐桥的真十字奇迹
《圣洛伦佐桥的真十字奇迹》是意大利文艺复兴艺术家 詹蒂莱·贝里尼的一幅蛋彩画，绘制于大约1500年。现藏于威尼斯的学院美术馆。
这幅画是为威尼斯同名善会为其驻地圣若望大会堂的大厅而订制，共包括九幅大型油画，由当时著名的艺术家贝利尼、佩鲁吉诺、维托雷·卡尔帕乔等人创作。
绘画的主题是真十字架碎片的奇迹。1369 年，塞浦路斯和耶路撒冷王国的宰相将这件圣物捐赠给善会，很快就成为该市供奉的对象。
九幅大型油画均于 1496 年至 1501 年完成。今天，除了佩鲁吉诺的作品外，所有作品都幸存下来，都藏在学院美术馆。
这幅画描绘了一件在此发生的奇迹：在会堂的 真十字架年度游行时，圣物落入水中，所有想抓住它的人都失败了，只有会堂的“大守护者”安德里亚·文德拉明获得成功。
这幅画细致地描绘了奇迹发生的运河和桥梁。画面中心的圣洛伦佐桥上，挤满了观看的人群。 运河两侧的道路也很拥挤。不少人已经潜入水中，画面右边的一名妇女正在推动她的摩尔奴隶也潜入水中。